# Soufflage
Pour les articles homonymes, voir Soufflage (homonymie).
Le terme soufflage possède différentes significations selon l'usage auquel il se réfère dans l'industrie.  
Le plus souvent, il s'agit d'une méthode de mise en forme de matériaux permettant, par action d'une pression d'air, de fabriquer avec ce matériau préalablement ramolli par action de la chaleur, un objet creux qui peut, rarement, être modifié pour donner un objet plat. Les matériaux qui peuvent être mis en forme par soufflage sont le verre et les matières thermoplastiques. Le soufflage est à la base une méthode artisanale de fabrication du verre creux et du verre plat qui a été adaptée à l’industrie en la combinant avec d'autres techniques comme l'étirage et le pressage.
En métallurgie, le terme soufflage n'implique pas la mise en forme dans un moule d'un matériau déformable à chaud, mais se réfère seulement à l'injection de gaz dans un bain de métal en fusion. Le plus souvent en sidérurgie, il s'agit de l'opération de soufflage d'oxygène pur injecté sous pression à la lance dans un bain de fonte liquide contenue dans un convertisseur. Le soufflage d'oxygène intervient lors de l'opération de décarburation de la fonte.
En pétrochimie, le soufflage des bitumes et de l'asphalte consiste à oxyder avec de l'air chaud à haute température en fin de distillation les hydrocarbures lourds et aromatiques qu'ils contiennent. Ce traitement a pour effet de durcir ce type de matériaux visqueux et facilement déformables et ainsi d'améliorer leurs propriétés mécaniques et leur résistance à la déformation, notamment pour augmenter la résistance des revêtements routiers à l'orniérage. La gazéification du charbon fait également appel à des opérations de soufflage.

## Soufflage du verre

### Verre creux

#### Verre moulé
Au niveau artisanal, le soufflage du verre se fait avec ou sans moule. Au niveau industriel, le verre creux est fabriqué principalement par soufflage, par pressage ou surtout par une combinaison de ces deux techniques. Dans tous ces cas, un moule est utilisé, on parle alors de moulage par soufflage et de verre moulé. Les bouteilles, les pots et les flacons sont fabriqués par ce procédé.

#### Verre étiré
La fabrication des tubes de verre (ex. : tube luminescent) au niveau artisanal et au niveau industriel se fait par un procédé de soufflage combiné à l'étirage. On parle de soufflage - étirage et de verre étiré.
Les ampoules pharmaceutiques et certains flacons sont fabriqués par conformage de ces tubes sur des machines à carrousel.

### Verre plat
Dans le cas du verre plat, le soufflage du verre est uniquement utilisé au niveau artisanal. Deux procédés sont les plus connus, ils combinent le soufflage avec d'autres techniques :
- le soufflage - fendage - étendage : soufflage en manchon : fabrication du verre des vitraux ;
- le soufflage - centrifugation : soufflage en couronne.

## Soufflage des matières thermoplastiques

### Plastique creux
En plasturgie, les objets creux sont fabriqués par soufflage combiné à un moulage. Comme dans le cas du soufflage industriel du verre creux, on parle ici aussi de moulage par soufflage :
- l'extrusion-soufflage ;
- l'injection-soufflage.

### Film plastique
Les films plastiques peuvent être fabriqués par extrusion-calandrage ou par extrusion-gonflage. Ce second procédé s'appui sur le soufflage d'une gaine en matière plastique directement après son extrusion.

### Tube plastique
Les tubes en plastique comme les tuyaux en PVC sont fabriqués par une méthode semblable à l'extrusion-gonflage.

## Soufflage en métallurgie
En métallurgie, le terme soufflage désigne l'injection d'oxygène pur à la lance dans les  convertisseurs utilisés pour la décarburation de la fonte en fusion et sa transformation en acier à plus faible teneur en carbone. L'oxygène soufflé à haute pression dans le bain de métal liquide oxyde le carbone contenu dans la fonte en monoxyde de carbone (CO) et ainsi l'en débarrasse pour produire les aciers aux propriétés mécaniques ductiles. Avant la maîtrise technique et la généralisation du soufflage à l'oxygène pur en sidérurgie, c'était de l'air qui était directement injecté dans le fond des cornues des anciens convertisseurs Bessemer et Thomas. En métallurgie des métaux non ferreux, le gaz injecté peut être oxydant (oxygène pur, ou air enrichi en O2) ou au contraire réducteur (méthane, ou même fioul), selon l'opération à conduire pour extraire et purifier le métal contenu dans les mattes sulfureuses.

## Soufflage des bitumes et de l'asphalte
Le bitume étant un matériau par nature visqueux et facilement déformable, sa viscosité et ses caractéristiques chimiques et mécaniques déterminent son usage et l'étendue de son champ d'application. 
A côté des bitumes naturels, parfois directement présents à la surface des champs pétrolifères, l'asphalte est un produit pétrolier lourd obtenu industriellement par la distillation du pétrole brut. Afin de diminuer sa viscosité, en fin de distillation, il peut être oxydé et durci par injection d'air chaud à haute température. Il s'agit de l'opération de soufflage du bitume ou de l'asphalte. Le bitume soufflé possède de meilleures propriétés mécaniques, ce qui améliore sa résistance à la déformation, notamment pour son usage à des fins de revêtements routiers. Le soufflage permet de durcir l'asphalte routier et diminue ainsi sa tendance à l'orniérage principalement provoqué par temps chaud et par les véhicules lourds.

## Soufflage dans la gazéification du charbon
Le soufflage est également une opération intervenant dans la gazéification du charbon, sous forme directe ou inverse.